# 座散亂木遺跡
座散亂木遺跡是位在日本宮城縣大崎市岩出山下野目字座散亂木江合川流域的遺跡。從1976年開始，該縣的考古學家與民間研究團體石器文化談話會於此試著追求比岩宿遺跡更為古老的石器文化。1981年發表了此遺跡年代大約為4萬年前的報告，然而2000年爆發舊石器捏造事件進行調查後，於2002年的報告中認定該遺跡之文物範圍從舊石器時代晚期（約3萬－1萬2千年前）到繩文時代草創期乃至古墳時代。

## 研究史
- 1976年　宮城縣岩出山町（現大崎市）座散亂木遺跡第1次發掘調査（石器文化談話會）
- 1978年12月　石器文化談話會「宮城縣座散亂木遺跡」《日本考古學年報29》、石器文化談話會編 《座散亂木遺跡發掘調査報告書》石器文化談話會第1集
- 1978年　座散亂木遺跡第2次發掘調査（石器文化談話會）
- 1980年　於座散亂木遺跡的露頭「發現」石器
- 1980年3月　岡村道雄、鎌田俊昭〈關於宮城縣北部的舊石器時代（宮城県北部の旧石器時代について）〉《東北歷史資料館研究紀要6》
- 1981年4月　石器文化談話會編《座散乱木遺跡発掘調査報告Ⅱ》石器文化談話會誌第2集
- 1981年　座散亂木遺跡第3次發掘調査（石器文化談話會，發表其為4萬年前的遺跡）
- 1982年1月　岡村道雄〈新遺跡報告座散亂木遺跡的前期舊石器〉《歷史讀本27-1》
- 1982年3月　石器文化談話會編《舊石器時代的岩出山－座散亂木遺跡－》
- 1982年4月　岡村道雄〈座散亂木遺跡〉《宮城縣百科事典》
- 1982年　岡村道雄〈座散亂木遺跡第3次發掘調査〉(日本考古學協會第48屆總會研究發表要旨)
- 1982年　石器文化談話會〈座散亂木遺跡第3次發掘調査概報〉
- 1983年　石器文化談話會
- 1983年4月　石器文化談話會編《座散亂木遺跡發掘調査報告書Ⅲ》石器文化談話會誌第3集
- 1983年12月　鎌田俊昭、岡村道雄〈宮城縣座散亂木遺跡——圍繞最古老之石器群的問題（日语：宮城県座散乱木遺跡－最古の石器群をめぐる問題）〉
- 1997年　座散亂木遺跡被指定為國家史跡。
- 2000年10月　毎日新聞拍照攝影了藤村新一在上高森遺跡第6次、總進不動坂遺跡第3次發掘中的捏造行為，11月5日於該社報紙上報導了舊石器捏造事件。
- 2001年11月　日本考古學協會開始對座散亂木遺跡的再發掘調査進行具體的鰾查內容及體制之整備進行檢討。
- 2001年12月　文部科學省認可出版高校日本史教科書的八間出版社對於書中刪除座散亂木遺跡、馬場壇遺跡的申請。
- 2002年4月18日　座散亂木遺跡發掘調査團[3]、文化廳、宮城縣教育委員會、岩出山町，在岩出山町生涯學習中心召開有關再發掘調査的說明會[4]。
- 2002年4月26日　座散亂木遺跡驗證發掘調査開始。6月13日調査結束、6月15日調査團官網停止更新。
- 2002年12月　座散亂木遺跡被解除國家史跡的指定。[5][6]

## 腳註
1. ↑  日本国語大辞典,世界大百科事典内言及, 日本大百科全書(ニッポニカ),国指定史跡ガイド,百科事典マイペディア,旺文社日本史事典 三訂版,精選版. . コトバンク.   [2021-08-30]. （原始内容存档于2021-08-30） （日语）.
2. ↑  座散乱木遺跡発掘調査団公式ホームページ 宮城県岩出山町座散乱木遺跡発掘調査結果報告 （页面存档备份，存于）
3. ↑  團長小林達雄。該團由座散亂木遺跡發掘調査委員會統整，委員長是戶澤充則。
4. ↑  座散乱木遺跡発掘調査団公式ホームページ 旧石器捏造問題と発掘調査に至る経緯 （页面存档备份，存于）
5. ↑  .   [2021-08-30]. （原始内容存档于2013-01-26）.
6. ↑  . www.mext.go.jp.   [2021-08-30]. （原始内容存档于2020-11-03）.